# Third Lake (Illinois)
Third Lake es una villa ubicada en el condado de Lake, Illinois, Estados Unidos. Según el censo de 2020, tiene una población de 1111 habitantes.

## Geografía
La localidad está ubicada en las coordenadas 42°22′11″N 88°0′33″O / 42.36972, -88.00917. Según la Oficina del Censo de los Estados Unidos, Third Lake tiene una superficie total de 2.27 km², de la cual 1.52 km² corresponden a tierra firme y 0.75 km² es agua.

## Demografía
Según el censo de 2020, hay 1111 personas residiendo en Third Lake. La densidad de población es de 730,92 hab./km². El 85.51% son blancos, el 1.53% son afroamericanos, el 0.27% son amerindios, el 1.81% son asiáticos, el 0.09% es isleño del Pacífico, el 1.89% son de otras razas y el 8.82% son de una mezcla de razas. Del total de la población, el 8.82% son hispanos o latinos de cualquier raza.